# Castillon-Massas
Castillon-Massas è un comune francese di 255 abitanti situato nel dipartimento del Gers nella regione dell'Occitania.

## Società

### Evoluzione demografica
Abitanti censiti